# Todo el folklore, vol. 2
Todo el folklore, vol. 2 es un álbum interpretado por varios artistas chilenos de la Nueva Canción Chilena, tales como Víctor Jara, Isabel y Ángel Parra y Patricio Manns, entre otros. Fue lanzado en 1966 por el sello discográfico Demon y posteriormente relanzado en 1976 en España bajo el sello Movieplay, cambiando su carátula y su nombre por el de El cantar tiene sentido, vol. 2, en referencia a una canción de Víctor Jara, asesinado tres años antes a comienzos de la dictadura militar de Chile. En el interior de esta segunda carátula además se incluye una foto de la famosa Peña de los Parra, fundada por Isabel y Ángel Parra en 1965 y activa hasta 1973, donde debió cerrar producto del Golpe de Estado.

## Lista de canciones
| Lado A |                            |                                        |                      |          |  |
| N.º    | Título                     | Música                                 | Intérprete           | Duración |  |
| 1.     | «Cuartetas por diversión»  | tradicional chilena, arreglos A. Parra | Isabel y Ángel Parra | 3:05     |  |
| 2.     | «El cigarrito»             | Víctor Jara, R. Cortez                 | Víctor Jara          | 2:37     |  |
| 3.     | «La noche»                 | Patricio Manns                         | Las Voces Andinas    | 3:16     |  |
| 4.     | «Arranca, arranca»         | Violeta Parra                          | Isabel Parra         | 2:17     |  |
| 5.     | «El pelusa»                | Ángel Parra                            | Ángel Parra          | 2:04     |  |
| 6.     | «Eres la novia del viento» | Manuel Lira, José Goles                | Los 4 de Chile       | 3:14     |  |
| 16:33  |                            |                                        |                      |          |  |

| Lado B |                                                            |                                  |                      |          |  |
| N.º    | Título                                                     | Música                           | Intérprete           | Duración |  |
| 7.     | «Muy triste»                                               | Cholo Aguirre                    | Las Cuatro Brujas    | 2:33     |  |
| 8.     | «La cocinerita»                                            | tradicional                      | Víctor Jara          | 2:23     |  |
| 9.     | «A la madre»                                               | Hernán Álvarez                   | Los 4 de Chile       | 2:32     |  |
| 10.    | «Cachimbo» (versión orquestada)                            | Violeta Parra, arreglos A. Parra | Isabel y Ángel Parra | 1:57     |  |
| 11.    | «Vai Peti Nehe Nehe» (versión de «Entre mar y cordillera») | Patricio Manns                   | Patricio Manns       | 4:09     |  |
| 12.    | «Yo vengo de San Rosendo»                                  | Francisco Flores del Campo       | Los Gatos            | 3:12     |  |
| 16:46  |                                                            |                                  |                      |          |  |